# Береника (жена Дейотара I)
Береника (др.-греч. Βερενίκη, I век до н. э.) — жена галатского правителя Дейотара I.
О жене галатского правителя Дейотара I Беренике известно из обнаруженной в 1933 году надписи из Каралара (недалеко от Акары). В ней сообщается, что родителями Дейотара II Филопатора (погиб в битве при Филиппах в 42 году до н. э.) были друг римлян царь Дейотар I, и царица Береника. Как отметил А. Мюллер-Карпе, возможно, в одном из курганов, где и обнаружили эту надпись, были захоронены Береника и её муж.